# Piaszczyna
Piaszczyna (deutsch Reinwasser) ist ein Dorf in der polnischen Woiwodschaft Pommern und gehört zur Gmina Miastko (Rummelsburg) im Powiat Bytowski (Bütower Kreis).

## Geographische Lage
Das Dorf liegt in Hinterpommern, etwa zwölf Kilometer ostnordöstlich von Miastko (Rummelsburg i. Pom.) und vier Kilometer südlich des Dorfs Wałdowo (Waldow).

## Geschichte

Reinwasser, ostnordöstlich von Rummelsburg und südlich des Dorfs Waldow, auf einer Landkarte von 1915

Das ganze alte Puttkamersche Lehen Reinwasser mit den dazu gehörigen Vorwerken Dulzig und Salonke trat noch zu seinen Lebzeiten Franz Joachim von Puttkammer am 22. August 1769 und 2. August 1772 seinem jüngsten Sohn, Jacob George Gottlieb von Puttkammer, ab, der es noch 1782 besaß. Laut den Verzeichnissen der Pommerschen Ritterschaft von 1862 wurde das Allodial-Rittergut Reinwasser 1856 für 93.000 Taler an Gutsbesitzer Kautz veräußert, der es noch 1884 und 1892 besaß. Das Gut, zu dem die Vorwerke Dulzig und Carlshoff gehörten, hatte seinerzeit eine Flächengröße von 1871 Hektar. Außer den beiden Vorwerken gehörten zum Gutsbezirk noch acht weitere Vorwerke, die verpachtet waren, sowie eine Spiritusbrennerei und eine Mahl-, Schrot- und Häcksel-Vorrichtung. Landwirt Kautz betrieb Viehzucht und hielt außerdem über zwanzig Milchkühe und eine Schafherde von ca. tausend Tieren.
Am 1. Dezember 1913 wurden auf der 1044 Hektar großen Gemarkungsfläche der Landgemeinde Reinwasser 37 viehhaltende Haushaltungen gezählt und auf dem 1868 Hektar umfassenden Gutsbezirk Reinwasser 96 viehhaltende Haushaltungen.
Am 1. April 1927 hatte das Rittergut Reinwasser, das der Familie Kautz gehörte, eine Flächengröße von 1198 Hektar, und am 16. Juni 1925 hatte dieser Gutsbezirk 386 Einwohner. Am 30. September 1928 wurde der Gutsbezirk Reinwasser in die Landgemeinde Reinwasser eingegliedert.
Anfang der 1930er Jahre hatte die Landgemeinde Reinwasser eine Flächengröße von 16,1 km². Innerhalb der Gemeindegrenzen standen zusammen 64 bewohnte
Wohnhäuser an zehn verschiedenen Wohnstätten:
1. Bluggenberg
2. Gomellental
3. Heinrichshof
4. Petershof
5. Philippinenhof
6. Reinwasser
7. Schnakenkaten
8. Tannenhof
9. Uhlenberg
10. Voßflöte

Um 1935 hatte Reinwasser u. a. einen Gasthof, eine Branntweinbrennerei, die von Karl Kautz betrieben wurde, zwei Gemischtwarenläden, eine Sattlerei, eine Schmiede, eine Stellmacherei, eine Tischlerei und eine Viehhandlung. Im Jahr 1939 hatte die Landgemeinde 534 Einwohner.
Die Landgemeinde Reinwasser gehörte im Jahr 1945 zum Landkreis Rummelsburg im Regierungsbezirk Köslin der preußischen Provinz Pommern des Deutschen Reichs und war Sitz des Amtsbezirks Reinwasser. Das Standesamt befand sich in Reinwasser.
Gegen Ende des Zweiten Weltkriegs wurde Reinwasser Anfang März 1945 von der Roten Armee eingenommen. Anschließend wurde Reinwasser zusammen mit ganz Hinterpommern von der Sowjetunion der Volksrepublik Polen zur Verwaltung überlassen. Es begann danach allmählich die Zuwanderung von Polen. Die einheimische Bevölkerung wurde in der Folgezeit von der polnischen Administration vertrieben. Der Ortsname wurde zu „Piaszczyna“ polonisiert.

## Kirchspiel bis 1945
Die vor 1945 anwesende Dorfbevölkerung war mit wenigen Ausnahmen evangelischer Konfession. Die evangelischen Einwohner gehörten zum Kirchspiel Waldow.
Das katholische Kirchspiel war in Rummelsburg i. Pom.

## Persönlichkeiten
- Wilhelm Kautz, Ökonomierat, seit 1856 Eigentümer des Ritterguts Reinwasser